# Alstom USA
Alstom Transportation Inc. ou Alstom USA, est une entreprise américaine spécialisée dans le matériel roulant ferroviaire fondée en 1986, filiale du groupe français Alstom.

## Histoire
Après le succès du Shinkansen japonais, la loi de 1965 sur les transports terrestres à grande vitesse autorise le gouvernement des États-Unis à examiner l’intérêt d'une ligne à grande vitesse ce qui mène à la création du Metroliner, le prédécesseur de l'Acela. Durant les années 1980, l'administration américaine des chemins de fer explore la possibilité de la création de lignes à grande vitesse aux États-Unis. Cinq possibilités seront proposées incluant le corridor nord-est. La société américaine de transport ferroviaire Amtrak demande alors aux équipementiers de faire des propositions.
Le 22 septembre 1986, la filiale américaine du groupe français Alstom, Alstom Transportation Inc. est créé aux États-Unis.
Entre octobre 1992 et janvier 1993, un train SJ2000 est loué de Suède par Amtrak pour réaliser des tests entre Washington D.C et New York City. L'allemand Siemens présente également l'ICE 1 entre juillet 1993 et octobre 1994. Ces tests permettent à Amtrak de définir un cahier des charges pour un appel d'offres d'un train capable de rouler à 240 km/h (150 mph) qui est finalement remporté par le projet conjoint de Bombardier Transportation USA Inc. (75 %) et d'Alstom Transportation Inc. (25 %),.
En 2016, Alstom Transportation Inc. conclut un contrat de 2,45 milliards de dollars avec le gouvernement américain pour la modernisation de la ligne à grande vitesse, la livraison de 28 nouveaux trains pendulaires à grande vitesse (TGV Avelia Liberty) et leur maintenance,.
Le 26 août 2016, le vice président Joe Biden a annoncé un prêt de 2,5 milliards de dollars pour payer de nouveaux équipements pour l'Acela Express, ainsi que la mise à niveau d'une partie du corridor nord-est. Amtrak et Alstom annoncent alors le même jour que la rame Avelia Liberty est choisie pour remplacer les rames existantes Acela Express sur le corridor du Nord-Est entre Boston et Washington D.C. via New York. Cela permettra l'achat de 28 nouvelles rames Avelia Liberty construites par Alstom Transportation Inc. à Hornell et Rochester dans l'État de New York avec quelques pièces venant de France, le Buy American Act s'appliquant.
L’extension de la flotte permettra de mettre en place un service horaire sur la journée entre New York et Boston et un service à la demi-heure aux heures de pointe entre New York et Washington. Les nouvelles rames seront plus longues, offrant 30 % de places assises en plus. La technologie d'inclinaison permettra d'atteindre des vitesses de 300 km/h si des améliorations d'infrastructures ultérieures sont effectuées. Les nouveaux trains seront livrés entre 2021 et 2022, après quoi le parc actuel sera retiré.
Le 14 mars 2017, un train Acela d'Alstom a déraillé à faible vitesse à la Pennsylvania Station à New York. Les 248 passagers ont pû être évacués sans problème. Le déraillement était dû à une section de voie défectueuse dont Amtrak était au courant, mais qui n'avait pas encore été réparée.

## Activités

### Matériel roulant

#### Usine de Hornell, NY
Située au sein des anciens ateliers de réparation de l'Erie Railroad, l'usine de matériel roulant ferroviaire d'Alstom Transportation USA Inc. à Hornell, dans l'État de New York, est la principale usine d'assemblage et de fabrication d'Alstom aux États-Unis.